# Prima guerra sino-giapponese
La prima guerra sino-giapponese (in cinese 中日甲午戰爭T, 中日甲午战争S, Zhōngrì Jiǎwǔ ZhànzhēngP; in giapponese: 日清戦争, Nisshin Sensou) venne combattuta dal 1º agosto 1894 al 17 aprile 1895 tra l'impero Qing e l'Impero giapponese del periodo Meiji per il controllo della Corea.
La guerra sino-giapponese sarebbe diventata il simbolo della degenerazione e dell'indebolimento della dinastia Qing e la dimostrazione del successo dell'occidentalizzazione e modernizzazione del Giappone ad opera del Rinnovamento Meiji rispetto all'Autorafforzamento cinese. La principale conseguenza fu lo spostamento del dominio regionale in Asia dalla Cina al Giappone e una perdita di legittimità sia della dinastia Qing, sia della tradizione cinese classica. Ciò avrebbe portato più tardi alla rivoluzione del 1911.

## Antefatti e cause
Il Giappone temeva l'espansionismo dell'Impero russo nella Cina settentrionale e in Corea, ed era alla ricerca di conquiste all'estero nel tentativo di emulare le politiche imperialiste praticate dai suoi mentori occidentali.
La posizione strategica della Corea di fronte alle isole giapponesi e le sue risorse naturali (carbone e minerali ferrosi) erano attraenti anche per gli interessi economici del Giappone. Nel 1875 il Giappone impose alla Corea il trattato di Ganghwa, forzandola ad aprirsi al commercio giapponese e a proclamare la sua indipendenza dalla Cina nelle relazioni con gli stati esteri.
La Corea sotto la dinastia Joseon era tradizionalmente uno stato tributario della Cina. L'opinione pubblica in Corea era divisa tra i conservatori, che volevano mantenere la tradizionale relazione subordinata con la Cina, e i riformisti, che volevano stabilire legami più stretti con il Giappone e le nazioni occidentali e modernizzarsi. Comunque la Cina continuò a esercitare la sua influenza sugli ufficiali governativi raccolti intorno alla famiglia reale.
Nel 1884 un gruppo di riformatori filogiapponesi tentò di rovesciare il governo coreano, ma le truppe cinesi al comando del generale Yuan Shikai salvarono l'imperatore, uccidendo nell'azione numerose guardie della delegazione giapponese. La guerra venne evitata per poco, e Cina e Giappone firmarono la convenzione di Tientsin del 1885, in cui le due parti si accordavano che avrebbero:
- ritirato le loro forze di spedizione fuori dalla Corea simultaneamente;
- non avrebbero inviato istruttori militari per l'addestramento dell'esercito coreano;
- avrebbero notificato all'altra parte se una delle due avesse deciso di inviare truppe in Corea.

## Stato dei combattenti

### Giappone

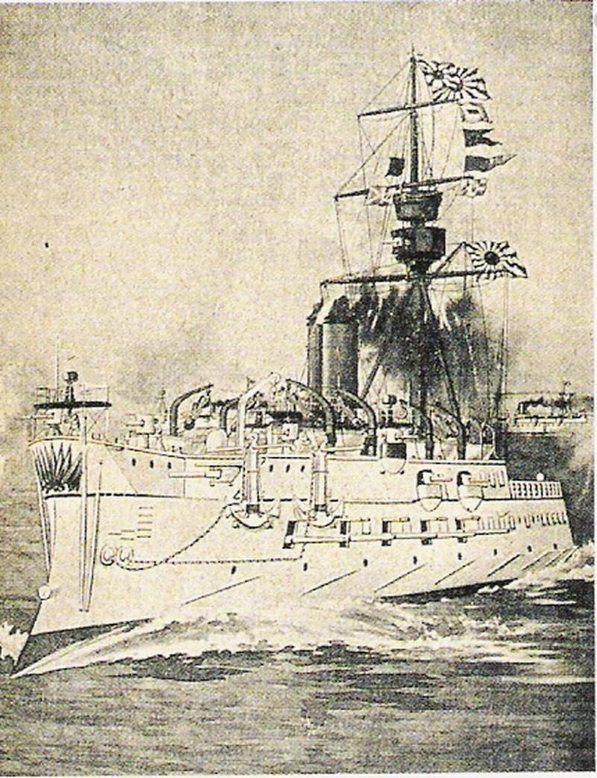
L'incrociatore giapponese Matsushima, ammiraglia della Marina imperiale giapponese durante il conflitto.

Le riforme del governo Meiji giapponese avevano dato una significativa priorità alle costruzioni navali e alla creazione di un efficace esercito e marina militare. Il Giappone inviò numerosi ufficiali militari all'estero per addestrarsi e per valutare le relative forze e tattiche degli eserciti e marine europee. Inoltre il governo si fece assistere da consiglieri militari francesi e tedeschi per la creazione dell'Esercito imperiale giapponese e consiglieri britannici e statunitensi per la creazione della Marina imperiale giapponese.
Molte delle navi da guerra più nuove del Giappone furono costruite in cantieri britannici, francesi e tedeschi. All'inizio della guerra il Giappone poteva schierare una forza totale di 120 000 uomini in due eserciti e una flotta che comprendeva 12 moderni incrociatori protetti sebbene mancasse di navi da battaglia. In generale il potere militare giapponese era sulla carta inferiore a quello cinese, ma le sue forze erano più preparate e disponevano di un morale migliore.

### Cina
L'esercito della dinastia Qing seguiva le politiche tradizionali, affidandosi alla forza dei numeri. La Cina non possedeva un esercito o una marina nazionale, ma in seguito alla Rivolta dei Taiping era stato diviso in armate manciù, mongole, musulmane e Han separate, ulteriormente suddivise in comandi regionali praticamente indipendenti. Durante la guerra la maggior parte dei combattimenti impegnò il Corpo d'armata del Pei-yang e la flotta del Pei-yang, mentre le richieste di aiuto ad altri eserciti e marine cinesi furono completamente ignorate a causa di rivalità regionali.
Sebbene il Pei-yang (o "Beiyang" come viene comunemente reso oggi dal pinyin) fosse l'esercito meglio equipaggiato e fosse considerato come un simbolo, la corruzione e il morale erano problemi seri. Infatti i politici erano soliti appropriarsi dei fondi, anche durante i periodi di guerra, i problemi logistici erano enormi, dato che la costruzione di ferrovie in Manciuria era stata scoraggiata, il morale degli eserciti cinesi era generalmente molto basso a causa di paghe scarse e basso prestigio, e l'uso diffuso dell'oppio e la presenza di cattivi comandanti contribuirono a ritirate vergognose, come l'abbandono di Weihaiwei, molto ben fortificata e difendibile.

## Prime fasi della guerra
Nel 1893 venne assassinato (probabilmente da agenti di Yuan Shikai) a Shanghai Kim Ok-kyun, un rivoluzionario coreano pro-giapponese. Il suo corpo venne imbarcato su una nave da guerra cinese e rimandato in Corea, dove venne squartato ed esposto come monito per altri ribelli. Il governo giapponese lo prese come un affronto diretto e la situazione divenne ancora più tesa quando il governo cinese, su richiesta dell'imperatore coreano Gojong, inviò delle truppe per sopprimere la rivolta contadina di Donghak. In ottemperanza alla convenzione di Tientsin il governo cinese informò il governo giapponese della sua decisione di inviare le truppe nella penisola coreana e inviò il generale Yuan Shikai come suo plenipotenziario alla testa di 2 800 uomini.
Il governo giapponese contestò questa azione come violazione della Convenzione e inviò una propria forza di spedizione (la Brigata Composita Oshima) di 8 000 uomini. L'8 giugno la forza giapponese sequestrò l'imperatore e occupò il Palazzo Reale a Seul (1894), rimpiazzando il governo esistente con membri della fazione pro-giapponese. Il nuovo governo coreano conferì quindi al Giappone il diritto di espellere le truppe cinesi, ma la Cina rifiutò di riconoscere la legittimità del nuovo governo.

## La guerra
La guerra venne dichiarata ufficialmente il 1º agosto 1894, sebbene si fossero già verificati alcuni combattimenti. L'Esercito imperiale sconfisse il male equipaggiato Corpo d'armata del Pei-yang nella battaglia di Pyongyang del 15 settembre 1894 e si spinse rapidamente a nord nella Manciuria. Il 17 settembre 1894 la Marina nipponica distrusse 8 su 12 delle navi da guerra della flotta del Pei-yang al largo della foce dello Yalu. La flotta cinese si ritirò quindi dietro le fortificazioni di Weihaiwei, dove furono nuovamente prese di sorpresa dalle truppe di terra giapponesi che aggirarono le difese del porto.
Il 21 novembre 1894 i giapponesi occuparono la città di Lüshunkou (che più tardi divenne nota come Port Arthur), uccidendo parte della popolazione. L'esercito giapponese è accusato in quest'occasione di aver massacrato migliaia di civili cinesi (da alcune stime circa 20 000) in quello che viene chiamato Massacro di Port Arthur.
Il 2 febbraio, dopo la caduta di Weihaiwei e il miglioramento delle dure condizioni invernali, le truppe giapponesi si spinsero ulteriormente nella Manciuria meridionale e nella Cina settentrionale. Nel marzo 1895 i giapponesi avevano ormai il controllo di posizioni fortificate che presidiavano l'accesso a Pechino dal mare.

## Ordine di battaglia allo scoppio del conflitto

### Giappone
- 1ª Armata
  - 3ª Divisione di fanteria Nagoya
  - 5ª Divisione di fanteria Hiroshima
- 2ª Armata
  - 1ª Divisione di fanteria Tokyo
  - 5ª Divisione di fanteria Sendai
  - 6ª Divisione di fanteria Kumamoto
- Invasione di Formosa
  - Divisione Guardie Imperiali

## Fine della guerra
La Cina, sconfitta, firmò il Trattato di Shimonoseki il 17 aprile 1895. Il trattato concedeva l'indipendenza totale alla Corea e cedeva la Penisola di Liaodong nella provincia meridionale di Fengtian, la Manciuria (l'attuale provincia di Liaoning, Cina), Taiwan e le isole Pescadores al Giappone "in perpetuo". Inoltre la Cina avrebbe dovuto pagare al Giappone, come riparazione di guerra, 200 milioni kuping tael (pari circa al prezzo di acquisto delle navi da battaglia britanniche o tedesche), firmare un contratto commerciale che permetteva alle navi giapponesi di operare sul fiume Chang Jiang, di gestire fabbriche produttive nei porti del trattato e di aprire altri quattro porti al commercio con l'estero.
Questo trattato simboleggia il sorgere dell'imperialismo giapponese. La vittoria dimostrò che il Giappone era quasi alla pari con le potenze occidentali e che era il potere dominante in Asia. Il suo rapido sviluppo politico, industriale e la sua rapida espansione economica sono spesso confrontati con quelli della Germania, che era stata unificata all'incirca contemporaneamente alla rivoluzione politica del Giappone negli anni sessanta del XIX secolo.

## Conseguenze della guerra
Con la conclusione del Trattato di Shimonoseki il Giappone si aspettava di essere riconosciuto come primo potere imperialista dell'Asia e come pari delle nazioni dell'Occidente. Comunque la vittoria del Giappone incoraggiò le richieste imperialistiche sulla dinastia Qing da parte di altre potenze occidentali. Russia, Francia e Germania si unirono nel Triplice Intervento per impedire l'insediamento territoriale giapponese in Manciuria e quindi si divisero tra di esse il territorio. La Russia occupò quasi immediatamente l'intera Penisola di Liaodong e fortificò specialmente Port Arthur. La Francia e la Germania ottennero anch'esse porti e concessioni commerciali. Tsingtao nella provincia di Shandong venne acquisita dalla Germania e Weihaiwei dal Regno Unito. Il Triplice intervento fece infuriare il Giappone, piantando i semi della Guerra russo-giapponese del 1904-1905. La relativa facilità della vittoria giapponese sulla Cina incoraggiò ulteriori acquisizioni giapponesi nel territorio cinese.
La sconfitta della Cina e i termini del trattato di Shimonoseki fecero infuriare la nobiltà e gli studenti cinesi e intensificare le pressioni per una modernizzazione più radicale. La sconfitta per mano del Giappone fu particolarmente umiliante, perché questa era considerata una nazione tradizionalmente tributaria della Cina. La frustrazione tra la nobiltà cinese per la sconfitta portò all'abortita riforma dei cento giorni. Poco dopo la guerra Sun Yat-sen fondò il movimento rivoluzionario repubblicano che nel futuro sarebbe diventato il partito politico del Kuomintang.
La guerra causò anche un fondamentale riorientamento della politica estera russa dall'Europa all'Asia. Il governo russo concluse che il Giappone costituiva una minaccia importante alla sua frontiera siberiana, debolmente difesa, e pertanto accelerò rapidamente i piani per la colonizzazione russa della Manciuria, prendendo l'estrema decisione di far passare la Ferrovia Transiberiana in linea retta, attraverso la Manciuria settentrionale, per accorciare la distanza tra il Lago Baikal e Vladivostok. Quando la ribellione dei Boxer del 1900 danneggiò pesantemente la ferrovia, la Russia rispose inviando in sua difesa oltre 100 000 soldati per occupare tutta la Manciuria. I Giapponesi poterono interpretare quest'enorme sforzo e impegno militare in un unico modo: la Russia intendeva rimanere definitivamente nel territorio. Le ambizioni russe e giapponesi sulla Manciuria e sulla Corea portarono alla guerra russo-giapponese, che si risolse in un'umiliazione per la Russia, dato che per la prima volta una potenza europea veniva sconfitta da una asiatica. L'intera potente flotta russa (comparabile a quelle statunitense, italiana e francese, sebbene inferiore a quelle britannica e tedesca) venne annichilita dalla Marina imperiale.

## Cronologia della guerra

### Genesi

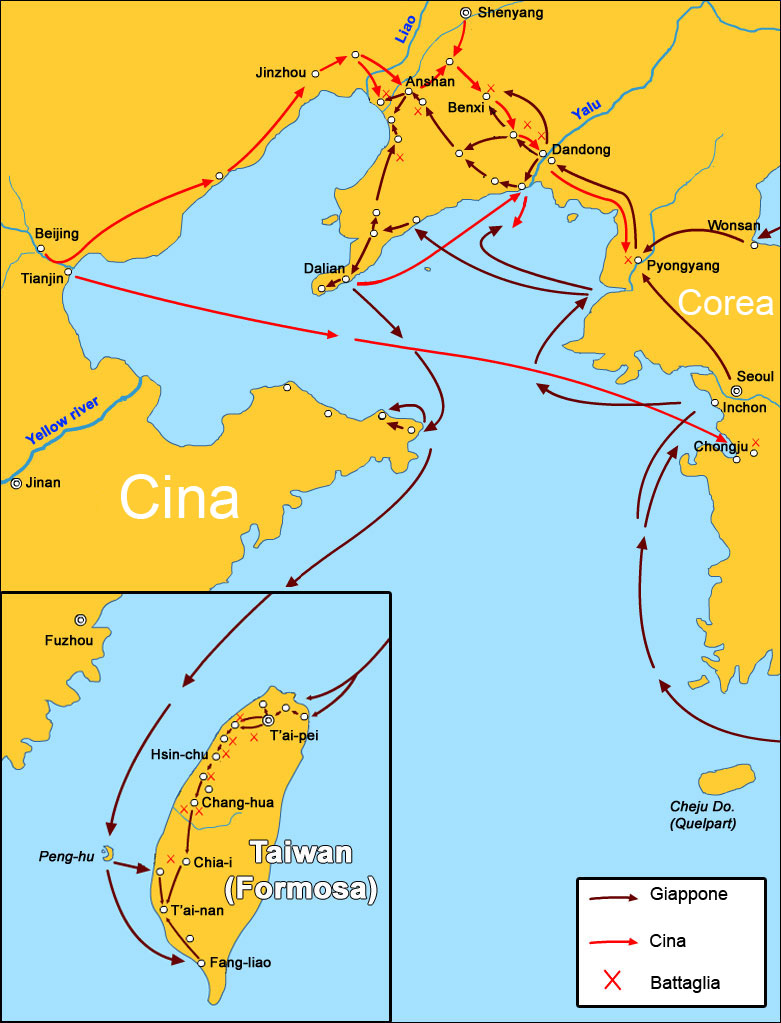
Mappa delle battaglie e dei movimenti delle truppe.

- 1º giugno 1894: L'esercito della Rivolta contadina di Donghak si sposta verso Seul. Il governo coreano chiede l'aiuto del governo cinese per sconfiggere le forze ribelli.
- 6 giugno 1894: In ottemperanza agli obblighi della Convenzione di Tientsin il governo cinese informa quello giapponese delle sue operazioni militari. Circa 2 465 soldati cinesi vengono trasportati in Corea nel giro di pochi giorni.
- 8 giugno 1894: I primi di circa 4 000 soldati giapponesi e 500 fanti di marina sbarcano a Chumlpo (Incheon) nonostante le proteste cinesi e coreane.
- 11 giugno 1894: Fine della Ribellione Donghak.
- 13 giugno 1894: Il governo giapponese telegrafa a Otori Keisuke, comandante delle forze giapponesi, di restare in Corea, il più a lungo possibile, nonostante la fine della ribellione.
- 16 giugno 1894: Il Ministro degli Esteri giapponese Mutsu Munemitsu si incontra con l'ambasciatore cinese in Giappone, Wang Fengzao, per discutere del futuro status della Corea. Wang afferma che il governo cinese intende ritirarsi dalla Corea al termine della ribellione e che si aspetta altrettanto dal Giappone. Comunque la Cina nomina anche un rappresentante del governo cinese, per curare i suoi interessi e riaffermare il ruolo tradizionalmente tributario della Corea nei confronti della Cina.
- 22 giugno 1894: Ulteriori truppe giapponesi arrivano in Corea.
- 3 luglio 1894: Otori propone riforme del sistema politico coreano, che vengono tutte rifiutate dal conservatore governo coreano pro-Cina.
- 7 luglio 1894: Una mediazione tra Cina e Giappone organizzata dall'ambasciatore britannico fallisce.
- 19 luglio 1894: In preparazione della guerra praticamente tutti i vascelli della Marina Imperiale Giapponese formano la Flotta Combinata Giapponese.

### Prime fasi della guerra in territorio coreano
- 23 luglio 1894: Le truppe giapponesi entrano a Seul, catturano l'imperatore coreano e instaurano un nuovo governo filo-giapponese, che esautora tutti i trattati sino-coreani e conferisce all'Esercito imperiale il diritto di espellere le truppe cinesi dell'Corpo d'armata del Pei-yang.
- 25 luglio 1894: Battaglia di Pungdo, al largo di Asan, Corea.
- 29 luglio 1894: Battaglia di Seonghwan vicino a Asan, Corea; Asan stessa, il giorno successivo, cade in mano alle forze giapponesi.
- 1º agosto 1894: Dichiarazione di guerra formale.
- 15 settembre 1894: Battaglia di Pyongyang nella Corea settentrionale.
- 17 settembre 1894: Battaglia del fiume Yalu ai confini tra la Corea e la Manciuria.

### Guerra sul territorio cinese
- 24 ottobre 1894: Battaglia di Jiuliancheng. La Prima Armata Giapponese al comando del maresciallo di campo Aritomo Yamagata invade la Manciuria.
- 21 novembre 1894: Battaglia di Lüshunkou in seguito al presunto massacro di Port Arthur (1894).
- 10 dicembre 1894: Kaipeng (la moderna Gaixian, provincia del Liaoning, Cina) è occupata della Prima Armata giapponese al comando del luogotenente generale Katsura Tarō.
- 12 febbraio 1895: Battaglia di Weihaiwei, Shandong, Cina.
- 5 marzo 1895: Battaglia di Yingkou, provincia del Liaoning, Cina.
- 26 marzo 1895: Le forze giapponesi invadono e occupano senza perdite le Isole Pescadores al largo di Taiwan.
- 29 marzo 1895: Le forze giapponesi al comando dell'ammiraglio Motonori Kabayama sbarcano sulla costa settentrionale di Taiwan e ne iniziano l'occupazione.
- 17 aprile 1895: Il trattato di Shimonoseki pone fine alla guerra. La Cina cede la Penisola di Liaodong, le isole di Taiwan (Formosa) e le isole Pescadores al Giappone. Inoltre la Cina paga al Giappone un'indennità di guerra di 200 milioni di Kuping tael.